# Lila Leeds
Lila Leeds, (Iola, Kansas, 28 de gener de 1928 - Canoga Park, Califòrnia, 15 de setembre de 1999), nascuda Lila Lee Wilkinson, fou una actriu dels Estats Units.

## Biografia
Lila Wilkinson va néixer a Iola (Kansas), als Estats Units. Amb 10 anys va fugir de casa. Va treballar com a ballarina a Saint Louis (Missouri) abans de marxar a Los Angeles. Mentre treballava com a noia del guarda-roba al club nocturn Ciro's, conegué i es casà amb l'actor, compositor, cantant i presentador Jack Little. El matrimoni, no obstant, fou anul·lat posteriorment quan Leeds descobrí que Little encara estava casat amb una altra.
Després de començar classes d'arts dramàtiques a la Bliss-Hayden School of Acting, Leeds va ser contractada per la Metro-Goldwyn-Mayer, iniciant-se així la seva carrera artística. Leeds aconseguí petits papers per les pel·lícules de Red Skelton The Show-Off (1946); Lady in the Lake (1947), basada en una història de Raymond Chandler; i en la pel·lícula de Lana Turner Green Dolphin Street, on interpretava a una noia euroasiàtica que droga al protagonista i l'enreda per robar-li els diners. També participà en So You Want to Be a Detective, que formava part de la saga de curtmetratges tètrics de Joe McDoakes.
L'1 de setembre de 1948 Leeds passà a la primera plana periodística del panorama nacional en ser detinguda, juntament amb l'actor Robert Mitchum, acusats de possessió de cànnabis. Per aquest motiu Leeds passà 60 dies a la presó.
Considerada semblant físicament a Lana Turner, Leeds tenia 20 anys i estava promesa amb l'ex-marit de Turner, Stephen Crane, en el moment de ser arrestada. Cheryl Crane, Turner i la filla de Stephen van escriure que Leeds havia provat per primera vegada la marihuana amb membres de l'orquestra de Stan Kenton, i que va començar a prendre heroïna a la presó. Després del seu arrest, Stephen Crane va marxar a Europa, abans de veure's implicat en l'escàndol.
Tot i que posteriorment va participar en la pel·lícula She Shoulda Said No! (1949), després del seu alliberament, la seva carrera com a actriu mai es va recuperar d'aquell episodi.
Leeds va marxar de Califòrnia el 1949, movent-se pel centre-oest del país treballant en clubs nocturns, casant-se i divorciant-se dues vegades, i criant tres fills, Shawn, Ivan i Laura. Tots ells van viure amb ella al sud de Califòrnia. El 1966 va tornar a Los Angeles, on començà a estudiar religió i a treballar com a voluntària en missions locals.
Segons el Social Security Death Index, Lila W. Leeds va morir el 15 de setembre de 1999.

## Filmografia
| Any  | Títol                         | Paper                      | Notes               |
| ---- | ----------------------------- | -------------------------- | ------------------- |
| 1946 | I Love My Husband, But!       | Rossa provant-se un barret | no surt als crèdits |
| 1946 | The Show-Off                  | Flo                        |                     |
| 1947 | Lady in the Lake              | Recepcionista              |                     |
| 1947 | Green Dolphin Street          | Noia euroasiàtica          | no surt als crèdits |
| 1947 | Always Together               | Blonde                     | no surt als crèdits |
| 1948 | April Showers                 | Society Girl               | no surt als crèdits |
| 1948 | So You Want to Be a Detective | Veronica Vacuum            | no surt als crèdits |
| 1948 | Moonrise                      | Julie                      |                     |
| 1949 | City Across the River         | Paper indeterminat         | no surt als crèdits |
| 1949 | She Shoulda Said No!          | Anne Lester                |                     |
| 1949 | The House Across the Street   | Billie Martin              | no surt als crèdits |